# Jen Statsky
Jen Statsky (Milton, 19 novembre 1985) è una sceneggiatrice, comica e produttrice televisiva statunitense.

## Biografia
Jen Statsky è nata il 19 novembre 1985 a Milton, in Massachusetts, dove è cresciuta prima di trasferirsi a New York per studiare all'Università di New York. Ha frequentato la Tisch School of the Arts dove ha studiato cinema e televisione. Dopo la laurea, conseguita nel 2008, ha iniziato a lavorare in una caffetteria e ad esibirsi come comica. Successivamente, ha incominciato a lavorare come autrice stagista per alcuni programmi televisivi, come Saturday Night Live, Late Night with Conan O'Brien e The Onion. Nel 2009 si è iscritta a Twitter, dove ha iniziato a scrivere barzellette.  Nel 2011 AD Miles, capo sceneggiatore del programma Late Night with Jimmy Fallon della NBC, le ha suggerito di candidarsi come sceneggiatrice del programma, nel quale è stata assunta. In seguito ha lavorato alle serie Hello Ladies, Parks and Recreation, Broad City, Lady Dynamite e The Good Place. Dal 2021 è autrice e produttrice di Hacks. Grazie a questa serie, ha vinto tre Premi Emmy.

## Vita privata
Tifosa dei Los Angeles Clippers, è sposata con Travis Helwig, sceneggiatore vincitore di un Premio Emmy.

## Filmografia

### Sceneggiatrice
- Late Night with Jimmy Fallon - programma TV, 246 episodi (2011-2013)
- Hello Ladies - serie TV, 7 episodi (2013)
- Parks and Recreation - serie TV, 2 episodi (2014-2015)
- Broad City - serie TV, 13 episodi (2015-2019)
- The Characters - serie TV, episodio 1x06 (2016)
- Lady Dynamite - serie TV, 12 episodi (2016)
- Another Period - serie TV, episodio 2x01 (2016)
- The Good Place - serie TV, 7 episodi (2016-2020)
- Funny or Die Presents... - serie TV, 1 episodio (2017)
- Forever - serie TV, episodio 1x04 (2018)
- Hacks - serie TV, 28 episodi (2021-in corso)

### Produttrice

#### Cinema
- Chris Fleming: Hell, regia di Cat Solen (2023)

#### Televisione
- Onion SportsDome - serie TV, 10 episodi (2011)
- The Good Place - serie TV, 50 episodi (2016-2020)
- Broad City - serie TV, 15 episodi (2017-2019)
- Forever - serie TV, 8 episodi (2018)
- Hacks - serie TV, 27 episodi (2021-in corso)

### Attrice
- The Good Place - serie TV, episodio 1x11 (2017)

## Riconoscimenti
- Premio Emmy
  - 2019 - Candidatura alla miglior serie commedia per The Good Place
  - 2020 - Candidatura alla miglior serie commedia per The Good Place
  - 2021 - Candidatura alla miglior serie commedia per Hacks
  - 2021 - Miglior sceneggiatura in una serie commedia per Hacks
  - 2022 - Candidatura alla miglior serie commedia per Hacks
  - 2022 - Candidatura alla miglior sceneggiatura in una serie commedia per Hacks
  - 2024 - Miglior serie commedia per Hacks
  - 2024 - Miglior sceneggiatura in una serie commedia per Hacks
  - 2025 - Candidatura alla miglior sceneggiatura in una serie commedia per Hacks